# Whisper for You
Whisper for You — сборник американской певицы и пианистки Блоссом Дири, выпущенный в Японии 20 сентября 1997 года на лейбле Polydor Records. Альбом содержит одни из самых редких записей Дири — треки из ранее не издававшегося в США и не переиздававшегося альбома британского периода That’s Just the Way I Want to Be 1970 года, а также некоторые треки из альбома Give Him the Ooh-La-La 1958 года.

## Отзывы критиков
| Оценки критиков | Оценки критиков |
| Источник        | Оценка          |
| --------------- | --------------- |
| AllMusic        | [ 1 ]           |

Джон Буш их AllMusic написал: «Хотя сентиментальное название и обложка со спящей кошкой могут отпугнуть поклонников вокала, всем, кто хочет услышать одну из её редчайших записей после 1960-х, доступных на компакт-диске, не мешало бы поискать эту. Девять треков, добавленных в конец, с её альбома Verve Give Him the Ooh-La-La, намного затмевают всё, что было на более поздней сессии, включая „Just One of Those Things“ и „Between the Devil and the Deep Blue Sea“».

## Список композиций
1. «That’s Just the Way I Want to Be» (Блоссом Дири) — 3:48
2. «Long Daddy Green» (Блоссом Дири, Дэйв Фришберг) — 3:23
3. «Sweet Surprise» (Блоссом Дири) — 3:18
4. «Hey John» (Блоссом Дири) — 3:31
5. «Sweet Georgie Fame» (Блоссом Дири, Сандра Харрис) — 3:24
6. «Both Sides Now» (Джони Митчелл) — 3.19
7. «Dusty Springfield» (Блоссом Дири, Джим Каунсил, Норма Танега) — 1.55
8. «Will There Really Be a Morning» (Джон Уоллович, Эмили Дикинсон) — 3.07
9. «I Know the Moon» (Блоссом Дири) — 3:28
10. «Inside a Silent Tear» (Блоссом Дири, Питер Кинг) — 2:16
11. «Yesterday When I Was Young» (Шарль Азнавур, Герберт Крецмер) — 5:11
12. «I Like London in the Rain» (Блоссом Дири) — 2:39
13. «Just One of Those Things» (Коул Портер) — 2:03
14. «Like Someone in Love» (Джонни Берк, Джимми Ван Хьюзен) — 4:33
15. «Between the Devil and the Deep Blue Sea» (Гарольд Арлен, Тед Колер) — 2:28
16. «Try Your Wings» (Майкл Престон Барр, Дион Макгрегор) — 3:26
17. «The Riviera» (Сай Коулман, Джозеф Аллен Маккарти) — 3:48
18. «The Middle of Love» (Морис Гудман, Билли Уоллингтон) — 2:35
19. «Plus je t’embrasse» (Бен Райан, Макс Франсуа) — 2:31
20. «Give Him the Ooh-La-La» (Коул Портер) — 2:41
21. «I Walk a Little Faster» (Сай Коулман, Кэролин Ли) — 4:18

## Участники записи
- Аранжировка — Брайан Гаскойн (треки с 1 по 12), Блоссом Дири (с 13 по 21)
- Бас — Дэрил Рансвик (с 1 по 12), Джефф Клайн (с 1 по 12), Рэй Браун (с 13 по 21)
- Вокал — Блоссом Дири, The Ladybirds (треки с 1 по 12)
- Гитара — Херб Эллис (с 13 по 21)
- Дирижёр — Брайан Гаскойн (с 1 по 12)
- Тенор-саксофон — Гарольд Макнейр (с 1 по 12)
- Труба — Кенни Уилер (с 1 по 12)
- Ударные — Спайк Уэллс (с 1 по 12), Джо Джонс (с 13 по 21)
- Флейта — Гарольд Макнейр (с 1 по 12), Рэй Уорли (с 1 по 12)
- Флюгельгорн — Иэн Карр (с 1 по 12)
- Фортепиано — Блоссом Дири